# Palazzina della Paleologa

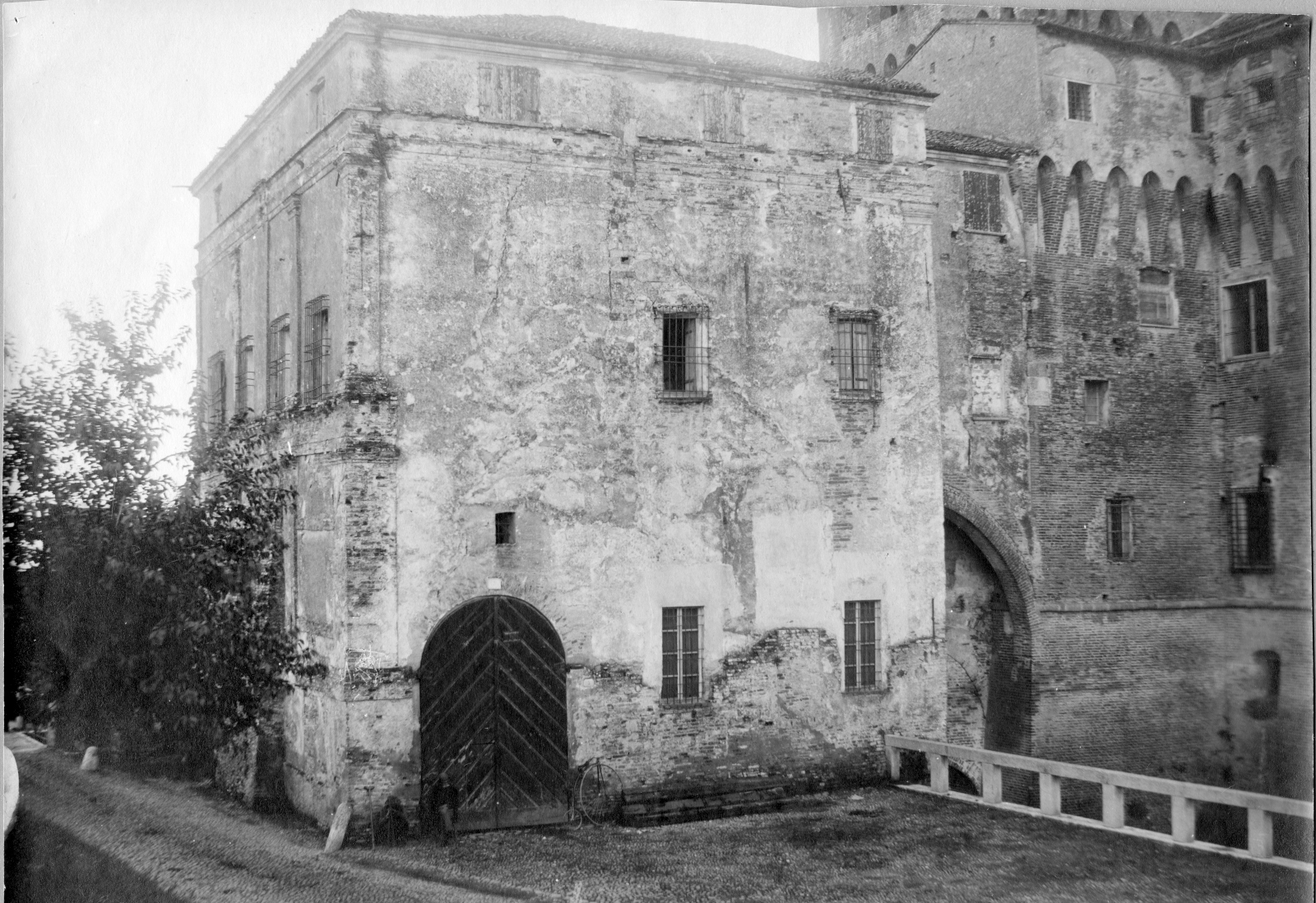
Palazzina della Paleologa.

Die Palazzina della Paleologa (oder Villa della Paleologa) war ein Profangebäude in Mantua.

## Geschichte
Das Gebäude wurde ab 1531 nach einem Entwurf des Hof-Architekten Gonzaga Giulio Romano in einer rechteckigen Form errichtet und war für die Residenz von Margherita Paleologa, der Gemahlin des Fürsten von Mantua Federico II. Gonzaga, bestimmt. Nach ihrer Heirat am 5. Oktober 1531 wohnte Margherita in den Räumen des Castello di San Giorgio, während sie auf die Fertigstellung des nach ihr benannten Gebäudes wartete.
Die Palazzina mit einem Dachgarten, die im Inneren von Giulio Romano und seiner Schule dekoriert wurde, war durch einen Korridor mit dem Castello di San Giorgio verbunden. Das Gebäude wurde 1899 mit der Begründung „aus Gründen der Ästhetik und der Bequemlichkeit des Zugangs zur Porta San Giorgio“ abgerissen.

## Bilder

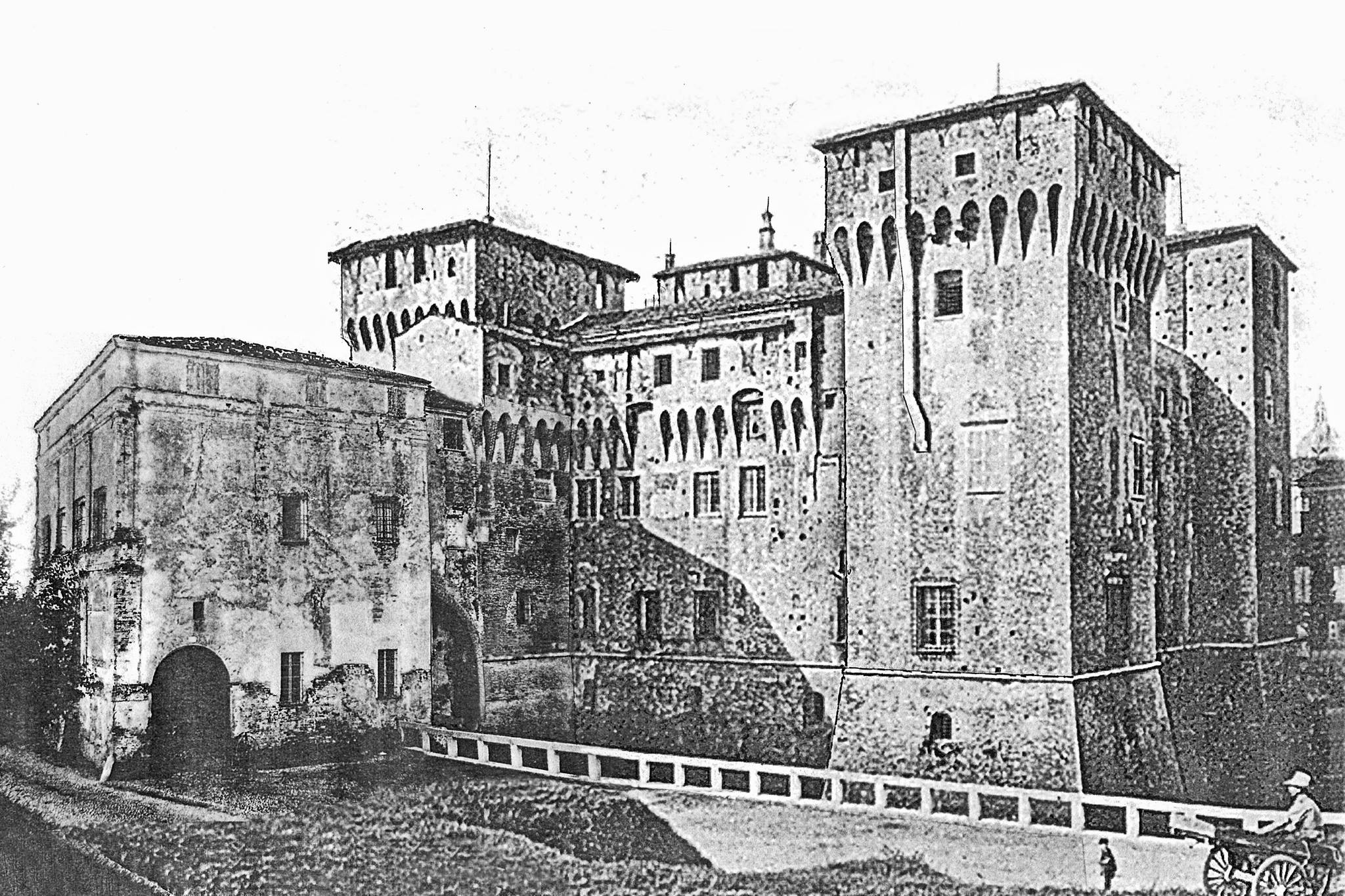
Castello di San Giorgio mit der Villa von Margherita Paleologa
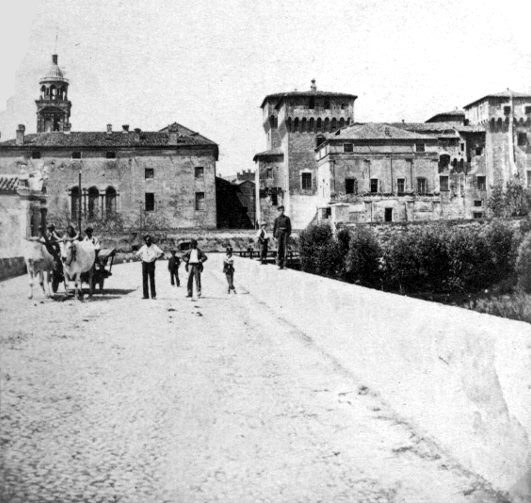
Castello di San Giorgio und Villa della Paleologa im Jahr 1890
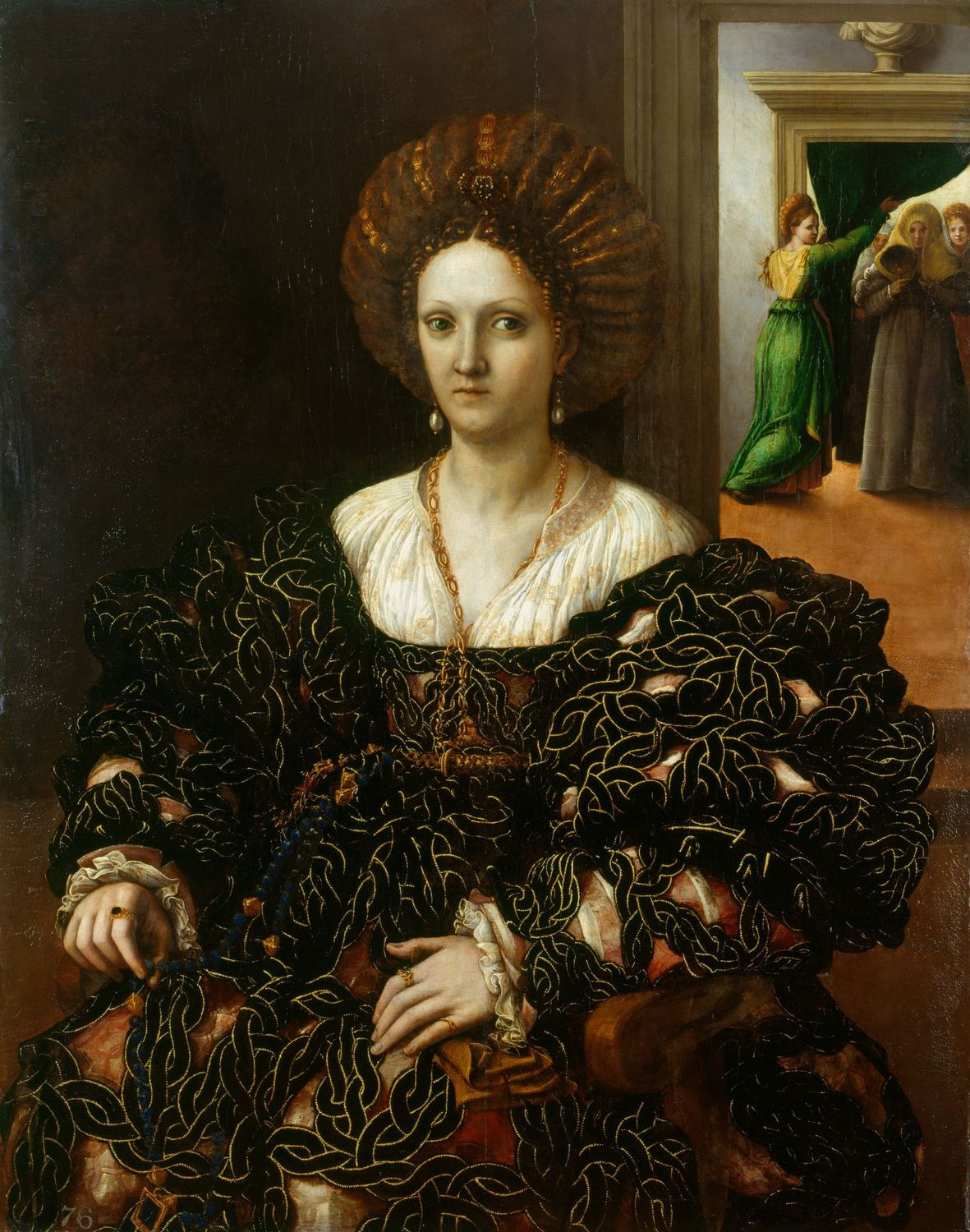
Giulio Romano, Porträt von Margherita Paleologa, 1531.
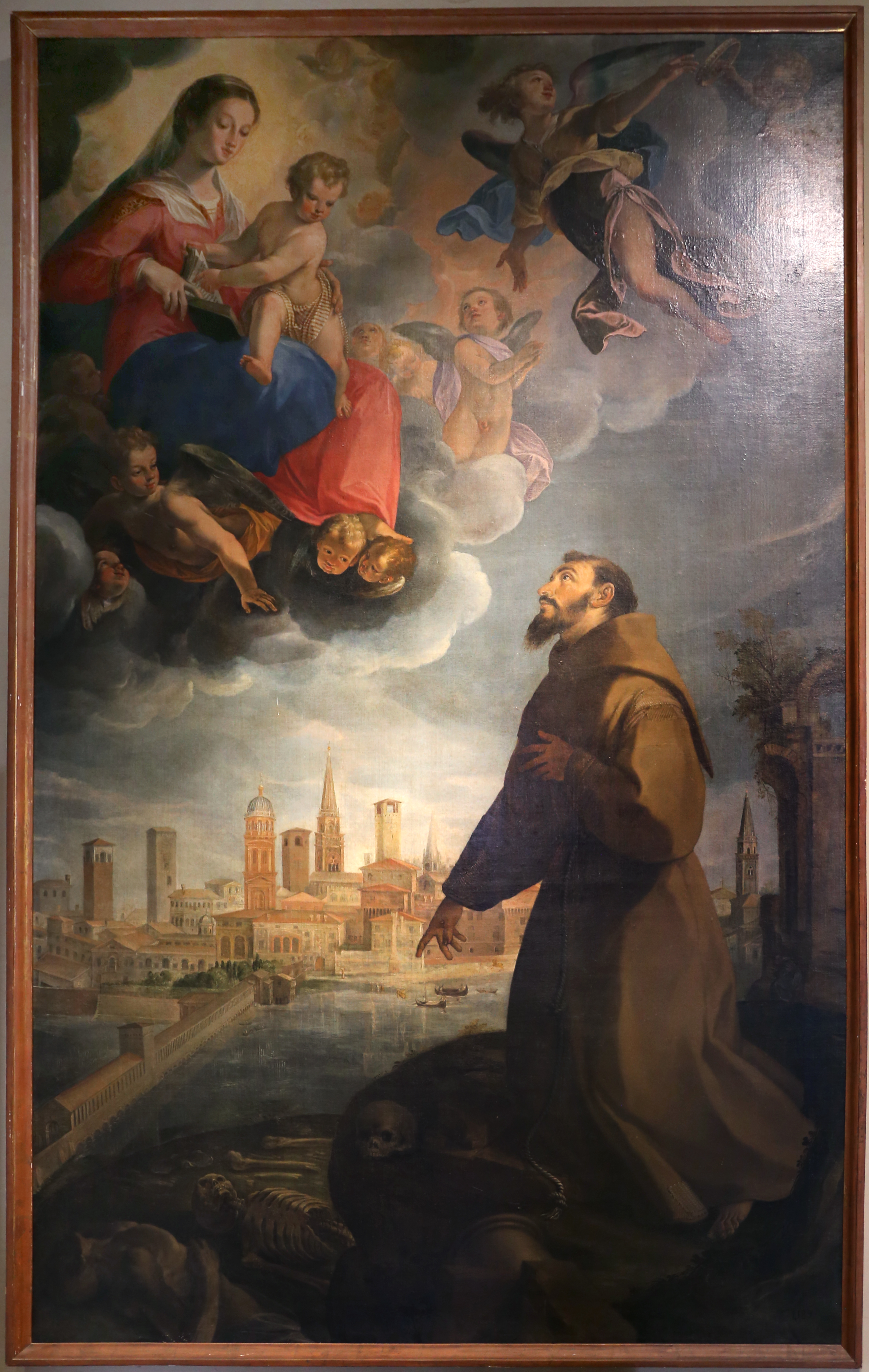
Francesco Borgani, Der heilige Franziskus betet zur Muttergottes für das Ende einer Epidemie in Mantua, Palazzo Ducale, Mantua
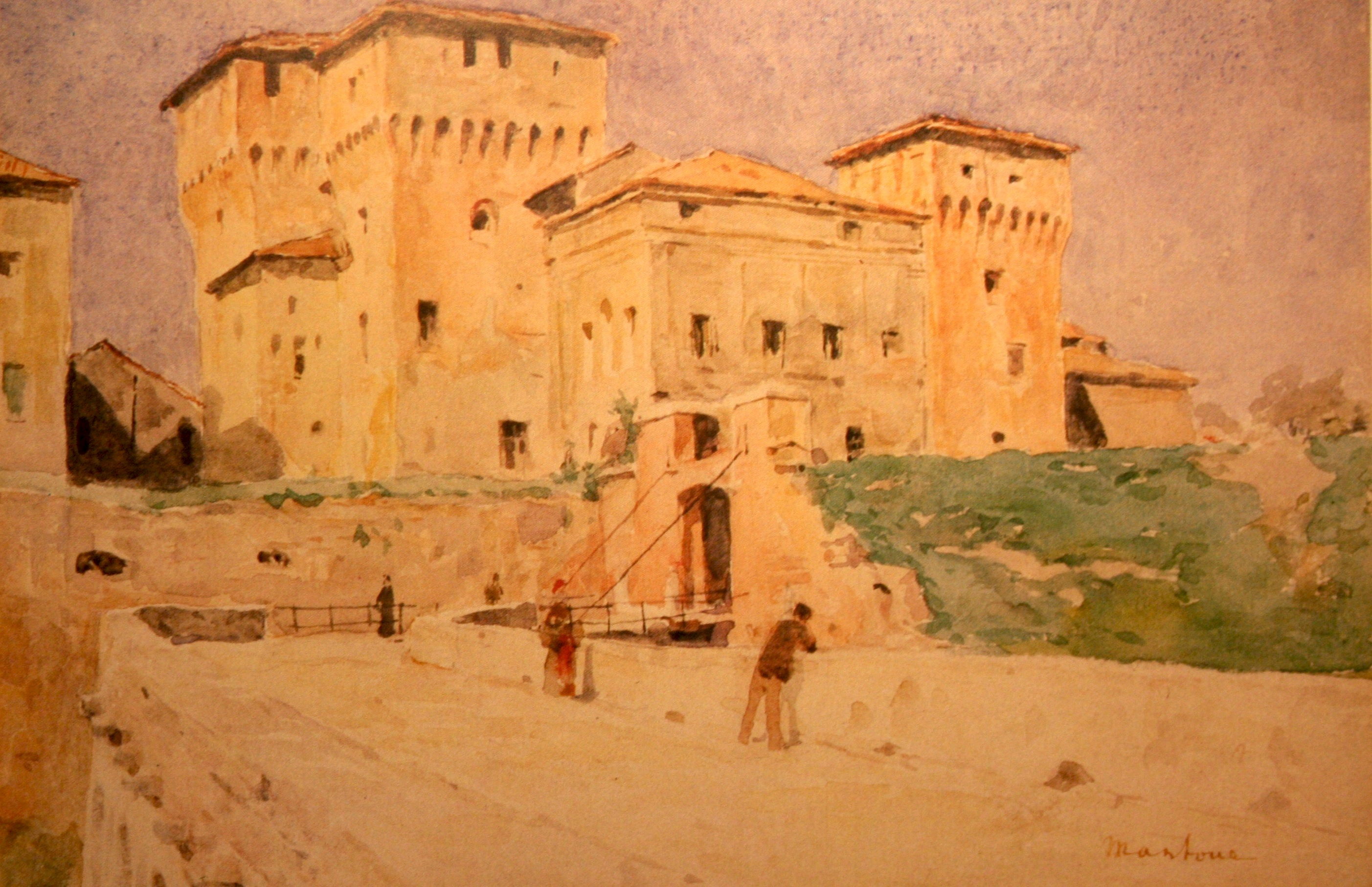
Albert Anker, Castello di San Giorgio in Mantua, 1891.